# Dadirejo (Bagelen)
Dadirejo is een bestuurslaag in het regentschap Purworejo van de provincie Midden-Java, Indonesië. Dadirejo telt 2680 inwoners (volkstelling 2010).